# Reinhard Stumpf (Fußballspieler)
Reinhard Stumpf (* 26. November 1961 in Lieblos) ist ein ehemaliger deutscher Fußballspieler und jetziger Fußballtrainer.

## Spielerkarriere
Stumpf war insgesamt 13 Jahre als Profi aktiv. Bei Kickers Offenbach absolvierte er 1984 in der 2. Bundesliga seine ersten Einsätze. Nach einem Abstecher zum Karlsruher SC kehrte er 1987 noch einmal zu den Offenbachern zurück. 1989 holte ihn der 1. FC Kaiserslautern in die Bundesliga. Mit den Pfälzern wurde er 1990 unter Trainer Karl-Heinz Feldkamp Pokalsieger. Nur wenige Stunden zuvor gewann seine Schwester Daniela Stumpf an selber Stelle mit dem FSV Frankfurt den DFB-Pokal der Frauen. 1991 folgte die Deutsche Meisterschaft. In jener Saison nahm er an 21 der 34 Ligaspiele teil.
1992 wechselte er zusammen mit Feldkamp in die Türkei zu Galatasaray Istanbul, wo er 1993 die Meisterschaft und den Pokal gewann und im Jahr darauf unter Reiner Hollmann, Assistenztrainer Feldkamps bei der Kaiserslauterner Meisterschaft, den Supercup und erneut den Meistertitel holte.
Nach diesen Erfolgen kehrte er 1994 wieder nach Deutschland zurück. Beim 1. FC Köln kam er in den nächsten beiden Spielzeiten noch zu 21 Bundesligaeinsätzen. Im August 1996 ging er bis zum Jahresende nach Japan, wo er bei Brummell Sendai in der zweiten Liga spielte. Zurück in Deutschland schloss er sich 1997 dem Team von Hannover 96 an, das in der Vorsaison von der 2. Bundesliga in die Regionalliga abgestiegen war. Mit der talentierten Mannschaft, zu der unter Anderen die jungen späteren Nationalspieler Fabian Ernst, Gerald Asamoah und Otto Addo gehörten, bestritt er von Februar bis zum Saisonende noch neun Partien in der Regionalliga Nord und erzielte die Meisterschaft. In den beiden Relegationsspielen gegen Energie Cottbus, bei denen Stumpf nicht mitspielte, war der direkte Wiederaufstieg von Hannover jedoch nicht erfolgreich. Im Alter von 35 Jahren beendete er seine Karriere als aktiver Fußballspieler.

## Trainerkarriere
Nahtlos begann er seine Trainerlaufbahn im Oktober 1997 als Assistenztrainer von Otto Rehhagel beim 1. FC Kaiserslautern. Nach dessen Rücktritt im Oktober 2000 wurde er offizieller Cheftrainer unter dem nicht hinreichend lizenzierten Teamchef Andreas Brehme. Im Juli 2002 wurde er fristlos entlassen, nachdem er sich vermutlich mit Brehme wegen Kompetenzstreitigkeiten überworfen hatte. „Das ist schon eine Rückendeckung für mich. Die Zeiten, in denen die Spieler sich bei mir über Reinhard Stumpf ausgeweint haben, sind jetzt vorbei“, meinte Brehme in der Bild-Zeitung. Bereits nach dem dritten Spieltag der neuen Saison wurde auch er entlassen und trat der Vorstandsvorsitzende zurück.
In der Zeit von Dezember 2002 bis Mai 2007 begleitete er als Assistenztrainer den belgischen Coach Eric Gerets, zunächst bis Februar 2004 beim 1. FC Kaiserslautern, die ihn nach seiner Entlassung wieder zurückgeholt hatten, dann bis 2005 beim VfL Wolfsburg. Letzte Station dieses Gespanns war ein zweijähriges Engagement beim türkischen Traditionsverein Galatasaray Istanbul, mit dem sie in der Saison 2005/2006 türkischer Meister wurden.
Im September 2007 übernahm Stumpf nach sechs Spieltagen als Nachfolger von Fuat Çapa den Cheftrainer-Posten bei Gençlerbirliği Ankara, die sich zu diesem Zeitpunkt auf Platz 14 befanden. Nach vier weiteren Spieltagen war der Verein auf Platz 15, einen über der Abstiegszone, und Bülent Korkmaz ersetzte wiederum Stumpf. Gençlerbirliği beendete die Saison auf Platz 15.
Ab August 2009 war er erneut Assistenztrainer von Eric Gerets, mit dem er gemeinsam nach Riad zu dem Al-Hilal Saudi Club in die Saudi Professional League ging. Dort gewannen sie 2010 die saudische Meisterschaft sowie den Crown Prince Cup. Nach dem Weggang von Gerets im Oktober 2010 war er Interims-Chefcoach der Mannschaft, bevor er im November 2010 die U21-Mannschaft des Klubs übernahm.
Im September 2011 begann er seine Arbeit als Cheftrainer beim tunesischen Fußballverein Club Sportif Sfaxien. Aufgrund großer Unzufriedenheit kündigte er seinen Vertrag beim mehrmaligen tunesischen Meister Anfang Januar 2012.
Von Januar 2012 an war er Cheftrainer des bayrischen Drittligisten Wacker Burghausen. Nachdem er seine Vorstellungen zur sportlichen Ausrichtung und den Perspektiven geäußert hatte, wurde die Zusammenarbeit beendet.
Im Juli 2013 übernahm er erneut die U21-Mannschaft von Al-Hilal in Riyadh, Saudi-Arabien. Im Sommer 2014 wurde er für ein Jahr Chefcoach bei Al Shabab FC in Riad. Danach für ein Jahr Trainer, bzw. Sportdirektor bei al-Ettifaq, Saudi-Arabien.
2018 war er für acht Monate ehrenamtlicher Leiter des Nachwuchsleistungszentrums von Kickers Offenbach.

## Erfolge
Als Spieler
- Deutscher Meister 1991 mit dem 1. FC Kaiserslautern
- DFB-Pokalsieger: 1990 mit dem 1. FC Kaiserslautern
- Türkischer Meister: 1993 und 1994 mit Galatasaray Istanbul
- Türkischer Pokalsieger: 1993 mit Galatasaray Istanbul

Als Trainer
- Saudischer Meister: 2010 mit Al-Hilal als Assistenztrainer bei Erik Gerets
- Crown Prince Cup-Sieger 2010 als Assistenztrainer bei Erik Gerets
- Türkischer Meister: 2006 mit Galatasaray Istanbul als Assistenztrainer bei Erik Gerets
- Deutscher Meister: 1998 als Assistenztrainer bei Otto Rehhagel